# Cuerdas (película)
De título original Strings, es una película de fantasía del año 2004, coproducción danesa-sueco-noruego-británica, dirigida por Anders Klarlund Rønnow.
La versión japonesa fue dirigida por Hideaki Anno, y el tema principal fue "Unexpectedly" de Misha Williams.

## Sinopsis
El hijo de un gobernante supuestamente asesinado a manos de los Zeriths, un pueblo enemigo, se dispone a vengarlo yendo a la guerra contra ellos. Luego de una serie de peripecias y revelaciones, el protagonista (Hal) redefine su concepto de enemistad.

## Detalles del film
- La película se estructura narrativamente con componentes propios de la mitología, el relato iniciático, entre otros, sumado al componente de que es el primer largometraje en la historia del cine hecho íntegramente con marionetas.[3]

- Es famosa por su innovadora fotografía y diseño escénico. Los personajes están interpretados actoralmente por marionetas (creadas por Bernd Ogrodnik),[4] cuyos hilos y cuerdas son parte del producto fílmico o de la ficción dramática, a diferencia de lo que acostumbra querer darse a entender en una pieza corriente de marionetas.

- Muy frecuentemente, a lo largo del film, los personajes hacen mención a las cuerdas y a su significado dual: a la vez que determinan también conectan. A su vez, el significado de las cuerdas es aludido como sagrado. Tomas de planos generales dejan ver un grupo acotado pero numeroso de cuerdas que parten de cada individuo y se extienden sin fin en el cielo.

- Una cuerda unida a un miembro movible que es cortada semeja una amputación; si la "línea de la cabeza" o "cabezacuerda" sufre esta suerte el resultado es la muerte. Unos personajes llamados Zeruths o "unacuerda" (onestrings), solo tienen la mencionada cuerda "cabezacuerda" y funcionan como consultores oraculares.

- Las reparaciones a las personas heridas se deben realizar con partes sanas que no se hayan roto. Pobres y presos o esclavos son quienes funcionan como donantes de partes sanas. La parte amputada se reemplaza por la del donante, con la cuerda intacta (detalle que es un rasgo característico de la cinta).

- Los presos están confinados debajo de enormes rejillas o parrillas horizontales que funcionan como celdas ya que no permiten moverse sino en el rango espacial que las aberturas cuadradas en las parrillas permiten (debido a que las cuerdas se extienden hacia el cielo).

- En lugar de dar a luz a un bebé, este es antes tallado como si de una escultura de madera se tratara hasta esperar que un conjunto de nuevas cuerdas luminosas, blanquecinas, descienda desde el cielo y se inserten en él.

- Algunas personas descubren la capacidad de saltar distancias considerables (el caso del protagonista Hal); este fenómeno, expresado en la ficción como una aptitud o don del personaje es una estilización del típico tirón brusco que el titiritero ejecuta a veces en sus marionetas. En el plano ficcional, estas capacidades están ligadas a la comprensión del personaje de la unidad inherente a todos los seres vivos y a una responsabilidad hacia ellos.

- La crítica ha percibido el carácter inexpresivo de los rostros (apenas el movimiento de párpados es una de las excepciones al caso) y que, por otra parte, los personajes intentan expresar, con diversos alusiones y referencias una suerte de conciencia que tienen de su identidad como marionetas.[5] Asimismo, similitudes con films posteriores como Avatar, entre otros. También ha hablado de "cables" en el lugar donde se suele hablar de cuerdas o hilos.[6]

## Actores de voz
- James McAvoy: Hal (inglés)
  - Jonas Karlsson: Hal (sueco)
- Catherine McCormack: Zita (inglés)
  - Melinda Kinnaman: Zita (sueco)
- Julian Glover: Kahro (inglés)
- Derek Jacobi: Nezo (inglés)
- Ian Hart: Ghrak (inglés)
- Claire Skinner: Jhinna (inglés)
- David Harewood: Erito (inglés)
- Samantha Bond: Eike (inglés)
- Oliver Golding: Xath (inglés)

## Premios
- Ale Kino! - International Young Audience Film Festival 2005:
  - Golden Poznan Goat (candidato)
- Festival de Cine de Sitges 2004: 
  - Premio Ciudadano Kane al director revelación (ganado)
  - Grand Prize of European Fantasy Film in Silver (ganado, con mención especial)
  - Mejor película (candidato)
- Robert Festival 2006: ganado